# Ratpenat críptic
El ratpenat críptic (Myotis crypticus) és una espècie de ratpenats de la família dels vespertiliònids. Fou anomenat així perquè forma part d'un complex d'espècies críptiques i durant molt de temps fou confós amb el ratpenat de Natterer (M. nattereri). La seva descripció per un equip d'investigadors de Suïssa (Museu d'Història Natural de Ginebra), Espanya (Estació Biològica de Doñana) i França (Universitat de Montpeller) fou publicada el febrer del 2019 juntament amb la del ratpenat zeneta (M. zenatius), del nord d'Àfrica. La seva distribució s'estén des d'Espanya a l'oest fins a Àustria a l'est, així com des de Suïssa al nord fins a gran part de la península Itàlica al sud. Les poblacions de Còrsega, d'una part, i les del sud d'Itàlia i Sicília, d'altra part, presenten una divergència genètica important en relació amb les altres poblacions i, per tant, podrien representar una entitat taxonòmica distinta. El ratpenat críptic té un gran abast altitudinal i viu des del nivell del mar fins a més de 1.000 metres d'altitud. S'alimenta principalment als boscos, però també als prats, i estableix colònies de reproducció als buits dels arbres, així com en estructures artificials. M. crypticus forma eixams amb altres espècies del gènere Myotis a la tardor i passa l'hivern amagat en fissures dins de caus subterranis.